# Journey to Regionals
«Journey to Regionals» (рус. Поездка на региональные) — двадцать второй и финальный эпизод первого сезона американского музыкального телесериала «Хор», показанный 8 июня 2010 года. В эпизоде хор школы МакКинли отправляется на региональный турнир, и во время выступления у Куинн Фабре начинаются схватки; она рожает девочку Бет, которую удочеряет Шелби Коркоран; Финн и Рейчел начинают встречаться, а Уилл Шустер признаётся в любви Эмме Пилсберри. Хор проигрывает конкурс, но Сью Сильвестр убеждает директора не распускать их ещё год. В серии приняли участие Оливия Ньютон-Джон и Джош Гробан в роли самих себя и судей конкурса.
В эпизоде были исполнены кавер-версии девяти песен, семь из которых вошли в отдельный мини-альбом Glee: The Music, Journey to Regionals, вышедший 8 июня 2010 года. Альбом достиг первой строчки в США за рекордный промежуток времени; альбом Glee: The Music, Volume 3 Showstoppers добрался до верхушки Billboard 200 только через три недели. Хотя «Journey to Regionals» — первый эпизод «Хора», ни одна композиция из которого не была выпущена в качестве отдельных синглов, шесть треков с мини-альбома занимали места в чартах Billboard Hot 100 и Canadian Hot 100.

## Сюжет
Когда Сью Сильвестр (Джейн Линч) объявляет, что она вместе с Оливией Ньютон-Джон, Джошем Гробаном и ведущим теленовостей Родом Ремингтоном (Билли Джонс), намерена стать жюри регионального конкурса, хор МакКинли уверен, что она не даст им победить. Директор Фиггинс (Айкбал Теба) не отступается от ультиматума, поставленного в начале года: либо хор выигрывает региональные, либо он его закрывает, и не реагирует на слова Уилла Шустера (Мэтью Моррисон), что Сью пытается саботировать их. Уилл обращается к школьному консультанту Эмме Пилсберри (Джейма Мейс), которая сообщает ему, что встречается со своим стоматологом Карлом Хоуэллом.
На конкурсе Рейчел (Лиа Мишель) целует Финна Хадсона (Кори Монтейт), он уверяет её, что Сью не сможет подтасовать результаты. Первый хор, «Слуховой интенсив», исполняет мэшап из песен «Magic» Оливии Ньютон-Джон и «You Raise Me Up» Джоша Гробана. «Новые горизонты» понимают, что это способ оказать влияние на жюри, и после такого их шансы на победу уменьшаются. Однако они всё же выходят на сцену, исполняя трибьют Journey: песни «Faithfully», мэшап «Any Way You Want It» и «Lovin', Touchin', Squeezin'» и «Don’t Stop Believin'».
Куинн (Дианна Агрон) видит в зале свою мать, Джуди Фабре (Шарлотта Росс), которая говорит, что не могла пропустить вступление дочери. Она говорит ей, что рассталась с её отцом, который изменил ей, и просит Куинн вернуться домой. Вместо ответа Куинн сообщает, что у неё отошли воды. Её доставляют в больницу, где она рожает девочку; Куинн спрашивает Пака (Марк Саллинг), который присутствовал на родах, любит ли он её, на что он отвечает «Да, особенно сейчас», указывая, что любил её и в период зачатия ребёнка. В то время как некоторые члены хора сопровождали Куинн в больницу, Рейчел остаётся на конкурсе и наблюдает за выступлением «Вокального адреналина», который исполняет номер под «Bohemian Rhapsody». Рейчел просит свою биологическую мать Шелби Коркоран (Идина Мензель) помочь их хору, но Шелби сообщает ей, что она устала от руководства клубами и решила завести семью. Она удочеряет новорождённую дочь Куинн, которую назвали Бет по просьба Пака.
Во время судейского обсуждения Оливия Ньютон-Джон высмеивает Сью из-за её низкого статуса для члена жюри конкурса. Судьи решают, что «Вокальный адреналин» получает первое место, «Слуховой интенсив» — второе, а «Новые горизонты» — символическое последнее место. Эмма Пилсберри спорит с директором Фиггинсом по поводу закрытия хора, пытаясь показать ему, что студенты проделали большую работу и ориентироваться на призовое место несправедливо. Однако Фиггинс непреклонен: хор должен быть закрыт. Уилл смиряется, признаётся Эмме в любви и целует её. Хор исполняет последнюю песню «To Sir, with Love» в знак признательности Уиллу за его руководство. Выступление подслушивает Сью; становится известно, что она проголосовала за «Новые горизонты» во время судейского обсуждения. Она говорит Уиллу, что согласилась прекратить шантажировать Фиггинса, если он даст хору ещё год. По её словам, она терпеть не может Уилла Шустера, но уважает его работу с учениками, и лишить себя такого развлечения, как ежедневная конфронтация с хористами, она просто не может. Шустер сообщает хору, что у них есть ещё год; в честь Пака и Куинн они исполняют песню «Over the Rainbow».

## Реакция
В США эпизод был показан после финального матча NBA сезона 2010 года, и его посмотрели 10,92 млн человек. Процентный рейтинг просмотров оказался на 18 % выше, чем в предыдущем эпизоде, и это позволило сериалу получить относительно высокие показатели на финал телевизионного сезона. В итоге «Journey to Regionals» оказался четвёртым в списке самых популярных телепрограмм недели среди подростковой аудитории и шестым среди общего числа телезрителей. В Великобритании эпизод был показан в понедельник, 14 июня, и его посмотрели 2,354 млн человек, что после падения в предыдущих эпизодах позволило сериалу вернуть статус самого рейтингового шоу на телеканалах E4 и E4 +1, а также на кабельных телеканалах в целом.
Отзывы критиков о серии оказались большей частью положительными. Даррен Франчич из Entertainment Weekly назвал её «просто идеальной»; Тодд ВанДерВерфф из The A.V. Club — одной из лучших во всём сезоне; Джеймс Понивозик из Time отметил, что «сериал вернулся к своим корням», что не может не оправдать его продление на второй сезон. Однако, в отличие от них, Бретт Берк из Vanity Fair назвал серию «посредственной», а Джин Бентли из MTV — «непоследовательной для сезона в целом».